# Polygamie v mormonismu
Polygamie (neboli mnohomanželství) byla členy náboženského směru zvaného mormonismus praktikována od 40. let 19. století. Učení o takzvaném plurálním manželství ve formě polygynie (praxe, kdy má muž více manželek) svým následovníkům představil zakladatel a prorok mladé církve Joseph Smith. Tvrdil, že mu tuto praktiku ve zjevení přikázal Bůh, když se ho zeptal na patriarchy Starého zákona, kteří žili v polygynních vztazích. Během Smithovy éry praktikovali členové jeho církve polygamii tajně. Otevřeně to přiznali až v roce 1852, po odchodu z tehdejších USA na západ, kde byli mimo dosah svých nepřátel a úřadů.

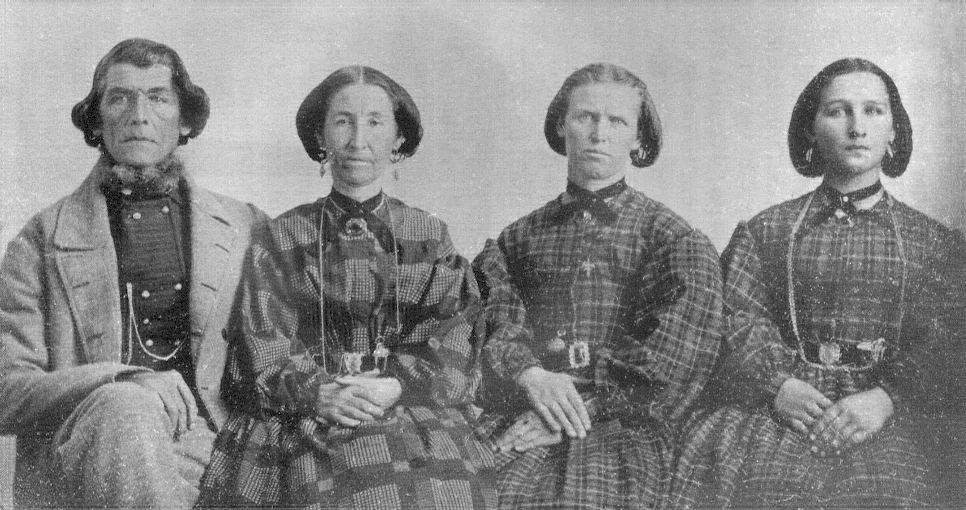
Biskup CJKSPD Ira Eldredge a jeho tři manželky. Fotografie byla pořízena kolem roku 1864.

Během éry druhého presidenta Církve Ježíše Krista Svatých posledních dnů Brighama Younga praktikovala polygamii řada Svatých. V době největšího rozmachu mělo více manželek podle odhadů historiků asi 30 procent mužů v církvi. Jejich procentuální zastoupení se ve druhé polovině 19. století snižovalo, až do roku 1890, kdy čtvrtý president CJKSPD Willford Woodruff pod nátlakem úřadů nové polygynní sňatky zakázal. V roce 1904 v takzvaném druhém manifestu vedení Církve oznámilo, že exkomunikuje členy, kteří by vstoupili do nových polygamních sňatků. Největší mormonská denominace od té doby svá pravidla nezměnila.
Polygamie byla od začátku kontroverzní. Stala se důvodem sporů a štěpení mormonské komunity. Některé denominace (Kristova komunita a další) praktiku nikdy nepřijaly, jiné (Fundamentalistická Církev Ježíše Krista Svatých posledních dnů a další) naopak vznikly na základě odporu k zákazu polygamie. Některé menší denominace, většinou v USA či Mexiku, polygamii stále praktikují. Řádově jde ve 21. století o nižší tisíce lidí.

## Historie
Americký teolog Joseph Smith řekl, že už na počátku 30. let 19. století mu andělé i Bůh řekli o posvátné praktice plurálního manželství. Plurální manželství vnímal jako součást znovuzřízení, tedy obnovení pravd a praktik, které byly ztraceny. Učil, že polygamie byla biblickou praxí, do níž Bůh zasvětil významné starozákonní proroky, včetně Abraháma, Mojžíše a dalších. Zjevení o polygamii je dnes v kánonu CJKSPD zařazeno jako 132. oddíl knihy Nauky a smluv. Píše se v něm také o kněžské pravomoci potřebné ke zpečetění manželství na věčnost a o pravidlech týkajících se cizoložství:
61 A opět, co se týká zákona kněžství – jestliže se kterýkoli muž ožení s pannou a přeje si oženiti se s další a ta první jí dá souhlas, a jestliže se ožení s druhou a ony jsou panny a nezaslíbily se žádnému jinému muži, potom je ospravedlněn; nemůže zcizoložiti, neboť ony jsou mu dány; neboť nemůže zcizoložiti s tím, co náleží jemu a nikomu jinému.

63 ...neboť ony jsou mu dány, aby se množily a naplnily zemi, podle přikázání mého, a aby naplnily zaslíbení, které bylo dáno Otcem mým před založením světa, a pro oslavení své ve věčných světech, aby mohly roditi duše lidské; neboť v tom pokračuje dílo Otce mého, aby mohl býti oslaven.

### Začátky
O úplných začátcích Smithovy polygamie neexistují téměř žádné solidní historické prameny. Většina výpovědí je mnohem mladšího data, často až z konce 19. století. I proto některé denominace, které se po Smithově smrti od CJKSPD odštěpily, popírají to, že Smith polygamii kdy praktikoval. Smith později tvrdil, že zjevení týkající se praktiky obdržel v roce 1831, když se Boha tázal na mnohoženství starozákonních proroků. Smith tvrdil, že mu Bůh několikrát důrazně přikázal vzít si další manželky, k čemuž se on sám dlouho stavěl zdrženlivě.
Jeho první plurální manželkou pravděpodobně byla sedmnáctiletá Fanny Alger, která pracovala v jeho domácnosti. Naproti tomu někteří autoři tvrdili, že vztah byl pouze milostnou aférou. Zdá se, že manželství či vztah netrval dlouho (podle historika Briana Halese od první poloviny roku 1836 do září stejného roku), kdy Alger odešla s rodinou do Missouri. Zřejmě po tom, co ji z domu vyhnala Smithova manželka Emma. Aféra se zřejmě stala také součástí sporu Smitha s jeho důležitým spolupracovníkem Oliverem Cowderym, který Církev na dlouhé roky opustil. S dalšími vztahy tak Smith pokračoval až později po přesunu do Nauvoo ve státě Illinois.

### Rozšíření
V Nauvoo Smith pojal více než 30 manželek, přičemž s některými z nich byl zřejmě sezdán jen na věčnost (v platnost by vztah vešel až po smrti, jak Smith věřil), s dalšími na čas i na věčnost (i v životě před smrtí). Podle dostupných historických záznamů bylo také několik žen, které nabídku k sňatku odmítly. V devíti případech existují důkazy, že součástí manželství byl také intimní poměr. Neexistují ale žádné důkazy, že by Smith měl děti s někým jiným, než s manželkou Emmou. Ve většině případů to výzkumníci ověřovali pomocí DNA testů žijících potomků, všechny vyšly negativně.
Za svého života Smith s praktikou seznámil úzký okruh věřících. Sám dohlížel na pečetění většiny nových párů (pocházejících v drtivé většině případů z Nauvoo). V této době bylo oddáno několik desítek až stovek lidí.
Teprve v éře Brighama Younga (který se stal druhým prezidentem CJKSPD a vůdcem hlavní větve mormonismu po smrti Proroka) po odchodu na západ se polygamii masivně rozšířila. Podle statistik byla v době největšího rozmachu v 50. a 60. letech 19. století zhruba třetina mormonů polygamisty. V některých utažských městech dosahovalo procento polygamistů téměř 70 procent. Brigham Young polygamii v roce 1852 oficiálně zveřejnil jako náboženskou praxi mormonů.

### Opuštění plurálního manželství
Uzavírání nových polygynních sňatků bylo po dlouhém nátlaku federálních orgánů USA zrušeno čtvrtým prezidentem CJKSPD Wilfordem Woodruffem v roce 1890. To bylo mj. podmínkou pro přijetí mormonského státu Utah do Unie. V opačném případě by CJKSPD hrozila konfiskace majetku a uvěznění dalších autorit (Woodruffův předchůdce John Taylor se do své smrti musel skrývat před federálními úřady).
Polygamie byla v CJKSPD v malé míře praktikována tajně i po oficiálním zrušení až do roku 1904. Dnes ji praktikuje například Fundamentalistická mormonská církev (FLDS) a jiné odnože mormonismu. Existují i mormonské církve, které zjevení o polygamii neuznaly a nikdy tuto praxi nezavedly (například Kristova komunita).

### CJKSPD ve 21. století
Na oficiálních stránkách CJKSPD uvádí: "Bible a Kniha Mormonova učí tomu, že Božím standardem je manželství jednoho muže a jedné ženy, vyjma konkrétních období, kdy Bůh přikázal něco jiného." Církev polygamii nikdy nezavrhla jako falešnou nauku. Apoštol Quentin L. Cook v roce 2020 napsal: "Ve vyšších církevních kruzích převládá názor, že plurální manželství, tak jak bylo praktikováno, splnilo svůj účel. Měli bychom tyto svaté ctít, ale tento účel byl splněn."
V současnosti je pro mužské členy církve možné být zpečetěn na věčnost s více ženami v chrámu, podle církevních pravidel ale mohou mít za svého života vždy jen jednu legální manželku. Předchozí manželka tedy musí být mrtvá nebo musí být daný pár rozveden. Teoreticky by se tak podle své víry tito muži stali polygamisty až po smrti. Ke dvěma ženám je takto připečetěn na věčnost například současný prezident církve Russell M. Nelson.

## Polygamie prezidentů CJKSPD
Přesná čísla plurálních manželek některých raných vedoucích CJKSPD jsou stále předmětem vědeckých a historických studií.
- Joseph Smith, který praxi tajně zavedl, měl podle všeho asi 35 manželek. Děti měl pouze se svou ženou Emmou.[31] V době jeho smrti si další manželky vzalo asi dalších 30 mužů.[32]
- Brigham Young, který mnohoženství oficiálně oznámil, měl asi 55 manželek. Některé z nich žily ve společných domech. Jeho 57 dětí mu zplodilo 16 z nich. Podle svých vlastních slov byla řada z celkového počtu starými ženami, se kterými byl zpečetěn pouze z teologických důvodů.[33]
- John Taylor, který se kvůli mnohoženství musel skrývat před vládou Spojených států až do své smrti, měl asi 16 manželek. Podobně jako Young, 35 dětí měl pouze se 7 z nich, s dalšími podle historických pramenů nežil v intimním sňatku.[34]
- Wilford Woodruff, který kvůli nátlaku vlády USA zakázal uzavírání nových polygynních sňatků v církvi, měl během svého života dohromady 9 manželek.[35]
- Lorenzo Snow, který byl prvním prezidentem církve po zákazu uzavírání nových polygynních sňatků, měl 9 manželek, které si vzal před vydáním Manifesta v roce 1890. Před rokem 1890 byl téměř rok vězněn kvůli praktikování polygamie.[36]
- Joseph F. Smith, který byl prvním mormonských vůdcem v 20. století, měl 6 manželek. Byl předvolán senátem USA, aby vysvětlil, proč někteří členové církve i po oficiálním zákazu tajně uzavírali polygynní sňatky. Sám poté stál u vzniku tzv. druhého Manifesta v roce 1904, které stanovilo exkomunikaci z církve jako trest za uzavření nového polygamního sňatku.[37]
- Heber J. Grant, který prosadil kriminalizaci polygynie v mormonském Utahu, měl 3 manželky (2. a 3. manželku si vzal hned den po sobě v roce 1884).[38]
- George Albert Smith, který se stal mormonským prezidentem po 2. světové válce na podzim roku 1945, byl prvním mormonským prorokem, který měl pouze 1 monogamní manželku.

## Mormonští proroci o polygamii
V 19. století vedoucí CJKSPD učili o důležitosti praktikování polygamie a vyzývali Svaté k poslušnosti této praktiky, kterou chápali jako přikázání od Boha. Brigham Young, druhý prezident CJKSPD, řekl: "Pokud zatracujete nauku plurálního manželství, budete sami zatraceni." Někteří autoři tvrdili, že Young učil, že lidé nemohou být spaseni bez toho, aby byli polygamisty. Tato tvrzení jsou však vytržená z kontextu a podle historických záznamů tomu Young ani Joseph Smith neučili a jejich nástupci John Taylor a Wilford Woodruff tomu nevěřili.

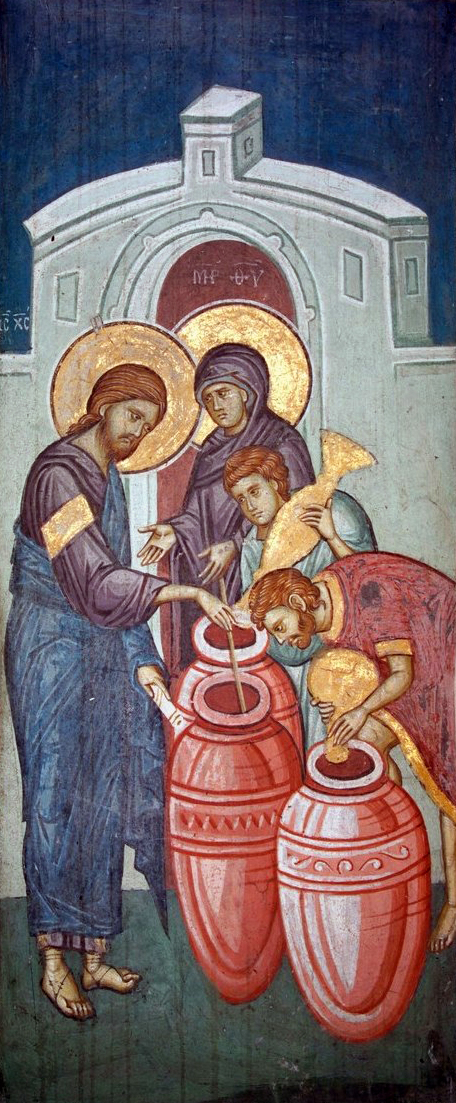
Svatba v Káně galilejské byla podle některých vedoucích CJKSPD 19. století Ježíšovou svatbou s Marií a Martou, sestrami Lazara.

Young při několika příležitostech učil, že starověcí Římané byli zodpovědní za prosazení monogamie. Řekl: "Zakladatelé Říma vytvořili zákony, upřednostňující monogamii, a tento systém převažuje i v nynější křesťanské civilizaci. Právě tato vnucená monogamie byla a je zdrojem prostituce a manželské nevěry a zasáhla svým rozkladem všechna města Starého i Nového světa." Učil také: "Jen se zeptejte historiků, kdy byla praxe monogamie ustanovena na této zemi. Bylo to, když první bukanýři dorazili na pobřeží Říma a prosadili zákon, že každý už smí mít jen jednu ženu. Tehdy začal úpadek plurálního manželství..."
Někteří apoštolové CJKSPD v 19. století také učili, že Ježíš Kristus praktikoval polygamii. Young tuto nauku také učil , podporoval její šíření a hlásání na generálních konferencích. Počet a konkrétní identita Ježíšových manželek byla předmětem diskuzí. V teoriích nejčastěji figurovala Marie Magdalena nebo Lazarovy sestry Marie a Marta. Například apoštol Orson Hyde, velký propagátor této teorie, řekl: "Ježíš byl skutečným ženichem na svatbě v Káni galilejské. Pokud jím nebyl on, řekněte mi prosím, kdo jím byl. Tvrdíme, že to byl Kristus, kdo byl oddán, aby mohlo být splněno proroctví, že Mesiáš uvidí své sémě (potomky) dříve, než bude ukřižován." Další apoštol Orson Pratt uvedl: "Jednou všichni uvidí, že Veliký Mesiáš, zakladatel křesťanství, byl polygamista..."  Posledním z vedoucích CJKSPD, o němž existují záznamy, že tyto teorie učil, byl Joseph F. Smith, který byl prezidentem mezi lety 1901-1918.
Ve 20. století mormonští proroci učili pouze to, že Ježíš byl ženat (jako například apoštol Joseph Fielding Smith v roce 1963), ale již netvrdili, že byl v polygamních vztahu. Jako odůvodnění Smith napsal v dopisu, že Svatí věří v Ježíšovo manželství, ale nechtějí o tom mluvit veřejně před světem, neboť se "perly nemají házet sviním".

## Odpor a počáteční utajení
Praktika vyvolala odpor u některých členů komunity v Nauvoo, když se o ní dozvěděli, i u široké veřejnosti. Byla v rozporu s viktoriánskou etikou tehdejších Spojených států. Dotčeni se údajně cítili třeba blízký Smithův spolupracovník Sidney Rigdon, nebo budoucí prezident CJKSPD Brigham Young. Až do Smithovy smrti v roce 1844 většina jeho následovníků nevěděla, že se polygamie v církvi skutečně praktikuje. Podle některých pozdějších svědectví se Smith pokusil tyto zásady učit veřejně, ale seznal, že na to jeho následovníci nejsou připraveni. Podle jiných svědectví také zkazky o polygamii byly jednou z příčin k pronásledování mormonů a vraždy Smitha ve 40. letech 19. století. Představitelé církve otevřeně přiznali praxi polygamie až v roce 1852, po odchodu z tehdejších USA na západ, kde byli mimo dosah svých nepřátel a úřadů.
Joseph Smith několikrát veřejně i písemně lhal o svém zapojení do polygamie. Politikou církve bylo až do roku 1852 polygamii praktikovat tajně a zároveň ji veřejně popírat. Stejně tak řada praktikujících lhala úředníkům a policistům během pronásledování polygamistů v Utahu v 70. a 80. letech 19. století.

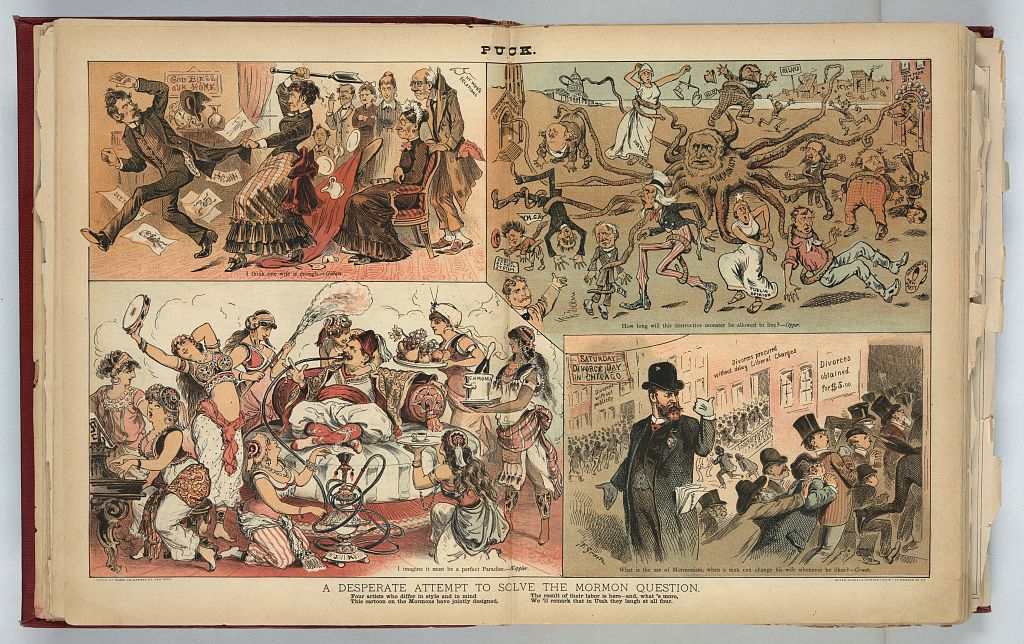
Karikatury z 19. století, kritizující mormonskou polygamii

V roce 1835 se součástí mormonského písma stala tzv. Deklarace o manželství, kde se psalo: "Tato církev Krista byla obviňována z hříchu cizoložství a polygamie. My však deklarujeme, že věříme, že muž má mít jen jednu ženu a žena pouze jednoho muže..." Slova byla pravděpodobně schválena na církevní konferenci ve Smithově nepřítomnosti. Byla odpovědí na nařčení z rozvolněné sexuální morálky, v té době typického obvinění pro nově vzniklé náboženské skupiny, které žili v komunitě a některé věci měli společné. CJKSPD tuto deklaraci nepovažovala za zjevenou a v roce 1876 byla při vydání nové edice Nauky a smluv z textu vyjmuta. Kristova komunita (liberální mormonská denominace) deklaraci o monogamii stále považuje za součást Písma a polygamní zjevení (dnešní oddíl 132 v NaS) nikdy neuznala.